# Девушка из Амахака
Девушка из Амахака (исп. La Joven de Amajac) — доколумбовая скульптура, изображающая индейскую девушку и хранящаяся в Национальном музее антропологии в Мехико. Она была обнаружена в январе 2021 года в регионе Уастека на востоке Мексики. Существует план по замене памятника Христофору Колумбу на проспекте Реформы в Мехико на копию этой скульптуры.
Создание Девушки из Амахака датируется примерно 1450—1521 годами, которые пришлись на послеклассическую эру в истории доколумбовых цивилизаций Мезоамерики. Скульптура имеет 2 метра в высоту, 60 см в ширину и толщину в 25 см. Она создана из известняка и изображает женщину, облачённую в подобие рубахи и юбку до щиколотки. Её вероятные украшения, среди прочих, включают в себя и круглые подвески, известные как «ойоуалли». Её глазницы пустые, что указывает на то, что в них, вероятно, раньше были камни. У её босых ног есть кол, который позволял ставить скульптуру в землю вертикально.

## Открытие
1 января 2021 года группа фермеров при подготовке к обработке земли на цитрусовом поле в городе Идальго-Амахак (муниципалитет Аламо, штат Веракрус) обнаружила эту древнюю скульптуру. Исследователи не смогли точно определить, кого она могла изображать. Учёные Национального института антропологии и истории (INAH) пришли к выводу, что она похожа на богиню плодородия уастеков, но также не исключили версию, что изображённой могла быть представительницей знати. Девушка из Амахака стала первой скульптурой подобного рода, обнаруженной у реки Тукспан.
По мнению Алехандры Фраусто Герреро, главы национального Секретариата культуры, эта находка имеет большое значение, так как, вероятно, изображая важную женщину-правительницу, она свидетельствует об участии женщин в политической жизни уастеков.

## Выставки
Девушка из Амахака экспонировалась в Национальном музее антропологии (MNA) на выставке «Величие Мексики» (исп. La Grandeza de México). Потом скульптуру временно забрали из музея, отправив обратно в Идальго-Амахак, где ей прославляли на культурном фестивале, организованном местными жителями. Там Девушка из Амахака символически открыла Культурный район Идальго Амахак (исп. Recinto Cultural de Hidalgo Amajac).
В ноябре 2021 года Секретариат культуры и Национальный институт антропологии и истории сняли и опубликовали документальный фильм под названием "Девушка из Амахака, женщина среди апельсиновых рощ" (исп. La Joven de Amajac, una mujer entre el naranjal).

## Копия
12 октября 2021 года было объявлено, что копия Девушки из Амахака заменит собой памятник Христофору Колумбу на проспекте Реформы в Мехико, который был демонтирован местными властями в октябре 2020 года. Эта идея также стала альтернативой предложению скульптора Педро Рейеса по установке Тлалли, гигантской каменной головы ольмеков, которое не встретило одобрения и было отвегнуто городскими властями в сентябре 2021 года. Копия Девушки из Амахака будет иметь около 6 метров в высоту и будет стоять на неоклассическом постаменте XIX века, оставшемся от статуи Колумба. Она обойдётся в 7,5 млн песо (примерно 376 000 долларов США). Скульптура также заменит собой «Площадь борющихся женщин» (исп. Glorieta de las mujeres que luchan), пространство, захваченное феминистками через несколько дней после объявления о планах по возведению Тлалли.